# Larga (okręg Gorj)
Larga – wieś w Rumunii, w okręgu Gorj, w gminie Samarinești. W 2011 roku liczyła 129 mieszkańców.